# North American OV-10 Bronco
Pour les articles homonymes, voir Bronco (homonymie).
L'OV-10 Bronco est un avion d'attaque au sol, de reconnaissance et de guidage d'artillerie conçu par la firme North American. Il a participé entre autres à la guerre du Viêt Nam et à la lutte contre les narcotrafiquants en Colombie jusqu'en 2015.

## Conception
L'OV-10 fut conçu pour répondre au programme américain LARA (Light Armed Reconnaissance Aeroplane) de l'US Navy. Ce programme avait pour but l'acquisition d'un avion de lutte anti-guérilla. Neuf fabricants américains entrèrent en compétition. Le vainqueur fut désigné en août 1964, il s'agissait du NA-300 de North American. C'est un avion bipoutre propulsé par deux turbines AiResearch T76 de 668 ch.
Sept prototypes furent construits sous la désignation YOV-10A. Le premier vola le 16 juillet 1965 et le second en décembre de la même année. Plusieurs modifications furent apportées à la suite des essais en vol, en particulier concernant l'envergure qui fut augmentée de 3,05 m, les turbopropulseurs T76 passèrent de 668 ch à 725 ch et les nacelles des moteurs furent éloignées de 0,15 m afin de réduire le bruit dans le cockpit. Un prototype doté d'une voilure agrandie vola pour la première fois le 15 août 1966. Le septième prototype fut équipé de turbines Pratt & Whitney Canada T74 (PT6A) pour effectuer des tests comparatifs.
Le premier avion de série effectua son premier vol le 6 août 1967.

### Armement
L'OV-10A possède 4 points d'emport d'une capacité de 272 kg sous les ailes et 5 autres d'une capacité de 544 kg sous le fuselage.
Deux mitrailleuses M60C de 7,62 mm sont installées dans chacune des deux ailes avec 500 cartouches par arme. Les OV-10A de l'US Marine Corps avaient la possibilité d'emporter un AIM-9 Sidewinder sous chaque aile. L'armement pouvait être fixé soit sous le fuselage soit sous les ailes. Il pouvait être constitué de :
- bombes lisses Mk 81, Mk 82, Mk 83
- bombes lisses (Snakeye) Mk 81, Mk 82
- bombes incendiaires Mk 77 mod 2 et 4
- paniers à roquettes LAU-3/4, LAU-10/A, LAU-32/A, LAU-59/A, LAU-60/A, LAU-61/A, LAU-68/A, LAU-69/A
- canons SUU-40/A (Minigun de 7,62 mm), Mk4 mod 0 (20 mm), GPU-2/A (20 mm)
- lanceurs de fusées éclairantes Mk 24 et Mk 45, SUU-40/A, SUU-44/A
- bombes fumigènes Mk 12 mod 0
- bombes d'exercice
- bombes à fragmentation CBU-55/B

La masse maximale d'armement sous fuselage est de 1 633 kg.
L'OV-10D possédait des pylônes sous voilure de 272 kg chacun. À la place des points d'emports sous le fuselage, il pouvait recevoir un canon de 20 mm en tourelle.

## Engagements
- Guerre du Viêt Nam

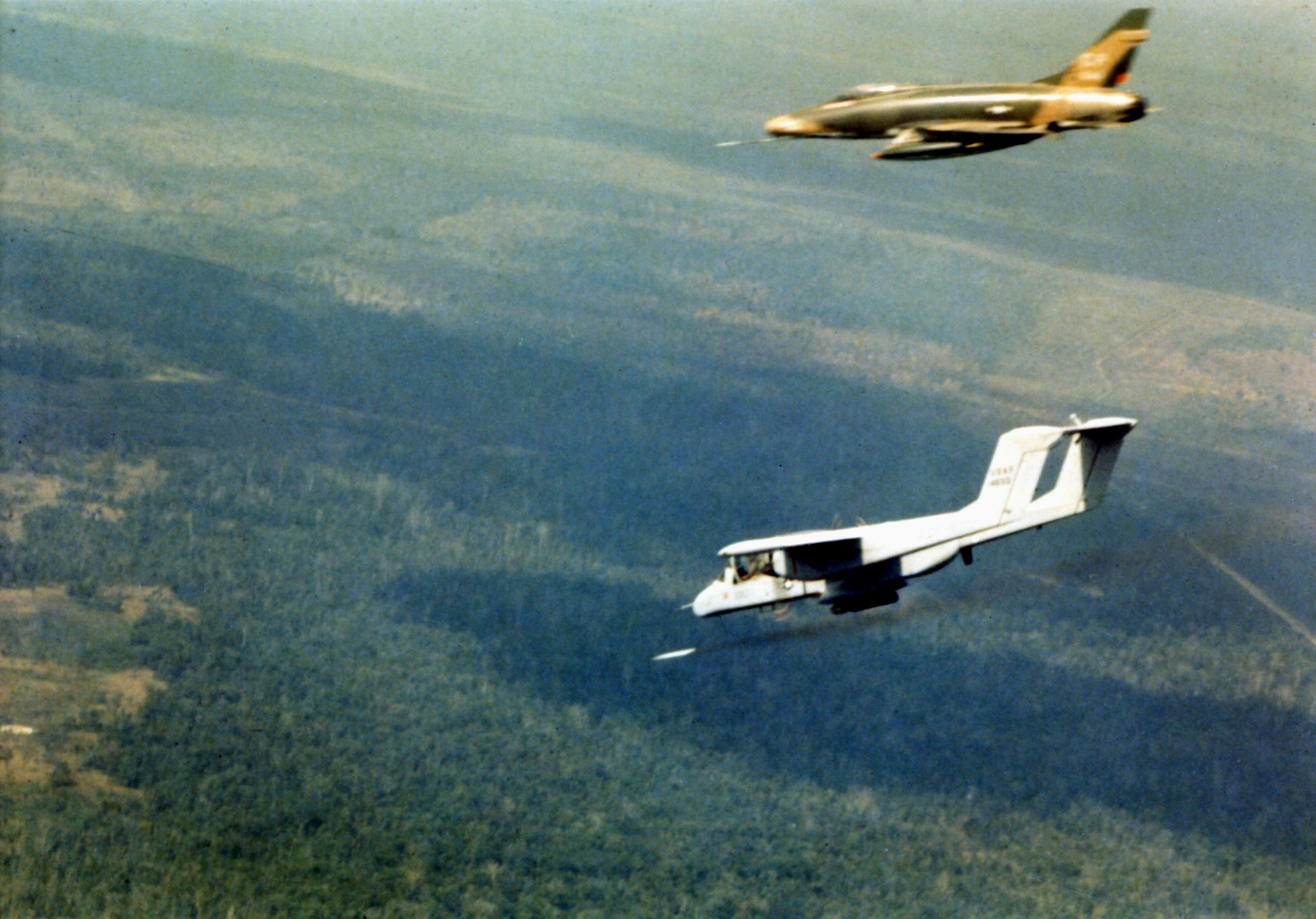
Un Bronco tire une fusée pour marquer une cible au sol pour les F-100D au nord de Saïgon en février 1969.

- Invasion indonésienne du Timor oriental
- Guerre du Sahara occidental
- Insurrection islamique aux Philippines
- Le 21 janvier 1985, un OV-10 marocain a été abattu près de la frontière algérienne[1].
- Guerre du Golfe[2]
- Tentative de coup d'État de 1992 au Venezuela, le 27 novembre 1992, deux F-16 loyalistes abattent deux OV-10 Bronco et un Tucano AT-27 rebelles[3]. Deux autres Bronco sont abattus[4] dont un par un missile sol-air RBS 70 tiré par l'armée vénézuélienne alors qu'il attaque un objectif resté loyal au gouvernement[5].
- Coalition internationale en Irak et en Syrie, deux OV-10G+ modernisés dans le cadre du programme Dragon Spear II de l'United States Special Operations Command et pilotés par des équipages de l'US Navy ont été testés au combat en Irak contre l'État Islamique (EI) en 2015[6].

## Variantes
- YOV-10A : Prototype
- OV-10A : Version de production. Elle fut utilisée pour la première fois au sein de l'US Marine Corps afin d'effectuer des reconnaissances armées, de servir d'escorte pour les hélicoptères et de contrôle aérien avancé et par l'US Air Force dans un rôle de contrôle aérien avancé et de soutien aérien rapide en attendant l'arrivée des chasseurs tactiques. Au total 271 appareils furent produits, dont six furent revendus à la force aérienne royale du Maroc.
- OV-10C : Version de l'OV-10A destinée à la Force aérienne royale thaïlandaise.
- OV-10E : Version de l'OV-10A destinée à l'Aviation nationale du Venezuela.
- OV-10F : Version de l'OV-10A destinée à la Force aérienne de l'armée nationale indonésienne.
- OV-10B : Avion destiné au remorquage de cibles
  - OV-10B(Z) : Variante dotée d'un réacteur d'appoint General Electric J-85-GE-4 de 1 340 kgp
- YOV-10D : Prototype doté de turbines T76 de 1 040 ch
- OV-10D : version que reçut l'US Marine Corps en 17 exemplaires de l'OV-10A convertis dans un rôle de surveillance nocturne. En plus du système de vision nocturne et de garder les points d'emport sous fuselage et les capacités d'emport de carburant extérieurs de l'OV-10A, l'OV-10D est doté de turbines améliorées, de pylônes sous voilure pouvant emporter des paniers à roquettes, des fusées éclairantes, des bombes à chute libre ou à guidage laser et des réservoirs externes. Un FLIR AN/AAS-37 construit par Texas Instruments et un désignateur laser ont été installés dans une tourelle située dans le nez de l'avion. Celle-ci peut être reliée à un canon de calibre 20 mm General Electric M97 monté en tourelle sous le fuselage à la place des ailerons d'armement de l'OV-10A. L'équipement est complété par un système de recherche et d'alerte radar APR-39 optionnel, un lance-leurres ALE-39 et un système de réduction de chaleur des gaz d'échappement. Cette version a été retirée du service aux États-Unis en mars 1994. Sept exemplaires ont été revendus à la Corée du Sud.

### Améliorations
- Colombie : Ses OV-10 ont été améliorés par Marsh Aviation, à partir d'avril 2004. Cette modification consiste en une remotorisation avec des turbopropulseurs Honeywell (Garett) T76 modifiés équipés d'hélices quadripales Hartzell. 10 exemplaires doivent être modifiés suivis de 18 autres.
- Philippines : 16 OV-10 ont aussi été modifiés suivant le même programme et 4 autres à la mi-2005. Des améliorations concernant l'avionique et la structure sont aussi en cours sous le contrôle d'Asian Aerospace. Ce programme fait partie du plan de modernisation de la Force aérienne philippine.

## Utilisateurs

### Anciens utilisateurs
- États-Unis (1967-1995)
  - Corps des Marines des États-Unis : 114 OV-10A. Tous retirés du service.
  - Force aérienne des États-Unis : 157 OV-10A. Tous retirés du service.
  - Marine des États-Unis
  - United States Special Operations Command : deux appareils modernisés, testés au combat en Irak en 2015.

- Allemagne de l'Ouest (1969-1990)

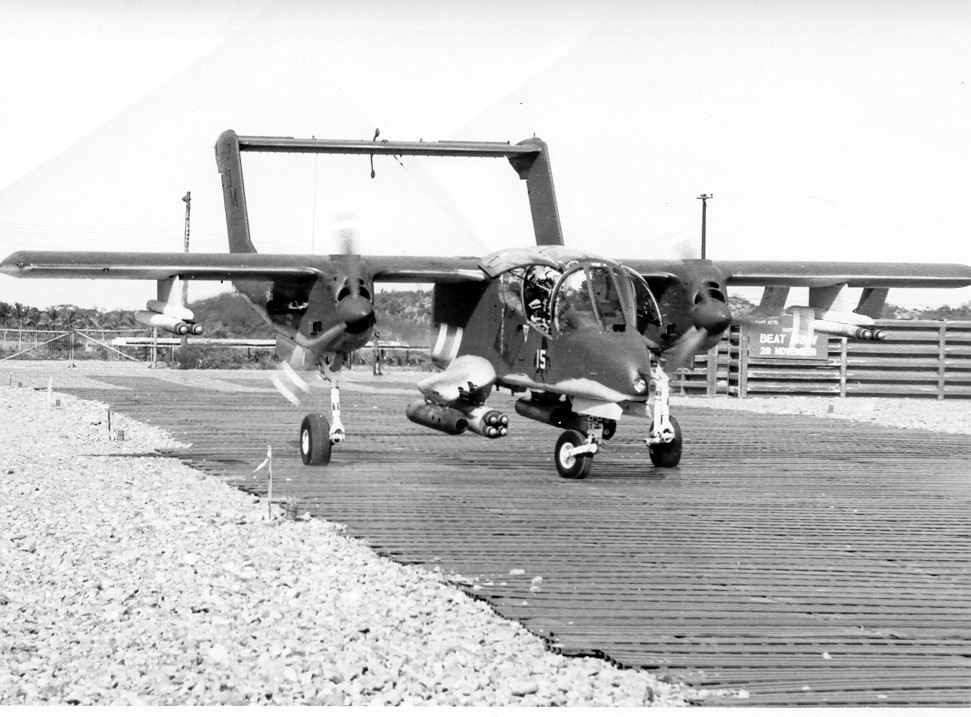
Un OV-10A Bronco de l'escadron VAL-4 de l'US Navy sur une piste provisoire au Sud-Vietnam.

  - Luftwaffe - La version OV-10B a été produite pour que l'Allemagne de l'ouest utilise le Bronco comme remorqueur de cible. 18 avions ont été livrés à partir de 1969 et étaient équipés d'équipement de remorquage de cibles à l'intérieur du fuselage. Un dôme transparent a remplacé la porte de fret arrière et un siège arrière a été installé dans la baie de chargement. 12 appareils ont été équipés d'un moteur General Electric J85 GE-4 et ont été renommés OV-10B(Z). Après une longue carrière, le Bronco a été remplacé par le Pilatus PC-9 en 1990, et tous les avions ont été retirés et envoyés à divers musées (comme le musée européen de l'aviation de chasse de Montélimar) ou écoles techniques.
- Colombie (1991-2015)
  - Force aérienne colombienne - En 1991, l' US Air Force a fourni 12 OV-10A à la FAC. Plus tard, trois autres OV-10A de l' US Marine Corps sont acquis pour fournir un soutien aux pièces de rechange. La Colombie exploite l'avion dans des opérations de contre-insurrection. Au moins un avion a été perdu au combat[7]. Les OV-10A restants ont été améliorés au même standard que les OV-10D. En novembre 2015, et après 24 ans de service, la FAC a retiré l'ensemble de ses OV-10 restants[8].
- Indonésie (1977-2013)
  - Force aérienne de l'armée nationale indonésienne - En 1977, 16 avions OV-10F sont acquis par l'Indonésie qui les exploite dans des opérations semblables aux missions de la marine américaine avec leurs Bronco au Vietnam. Les mitrailleuses M60C de calibre 7,62 mm ont été remplacées par des Browning M2 de calibre 12,7 mm. Ces avions étaient basés à la base aérienne de Lanud Abdulrachman Saleh à Malang, à l'est de Java, et étaient vitaux dans les opérations de contre-insurrection qui ont résulté de l'invasion du Timor Oriental par l'armée indonésienne. En raison d'un manque de bombes américaines, l'armée de l'air indonésienne a modifié les pylônes d'emport afin de pouvoir emporter des bombes russes. À la suite d'un accident mortel, le 23 juillet 2013, les Bronco sont remplacés par les Super Tucano.
- Maroc (1981-1991)
  - Forces royales air - 6 OV-10A sont rachetés à l'USMC en 1981. Les appareils sont engagés dans le conflit opposant le Maroc au Front Polisario. Deux Bronco sont perdus : l'un est abattu par le Front Polisario le 21 janvier 1985 près de la frontière algérienne et un second s'écrase à une date inconnue[réf. à confirmer][9]. À la fin de la guerre, les avions sont utilisés afin d'effectuer les patrouilles aux frontières et sur la côte depuis de la base aérienne de Kénitra. En juin 1991, les Bronco marocains effectuent leur dernier vol vers la base aérienne de Meknès afin d'y être stockés[10].

- Philippines (1991-2024)

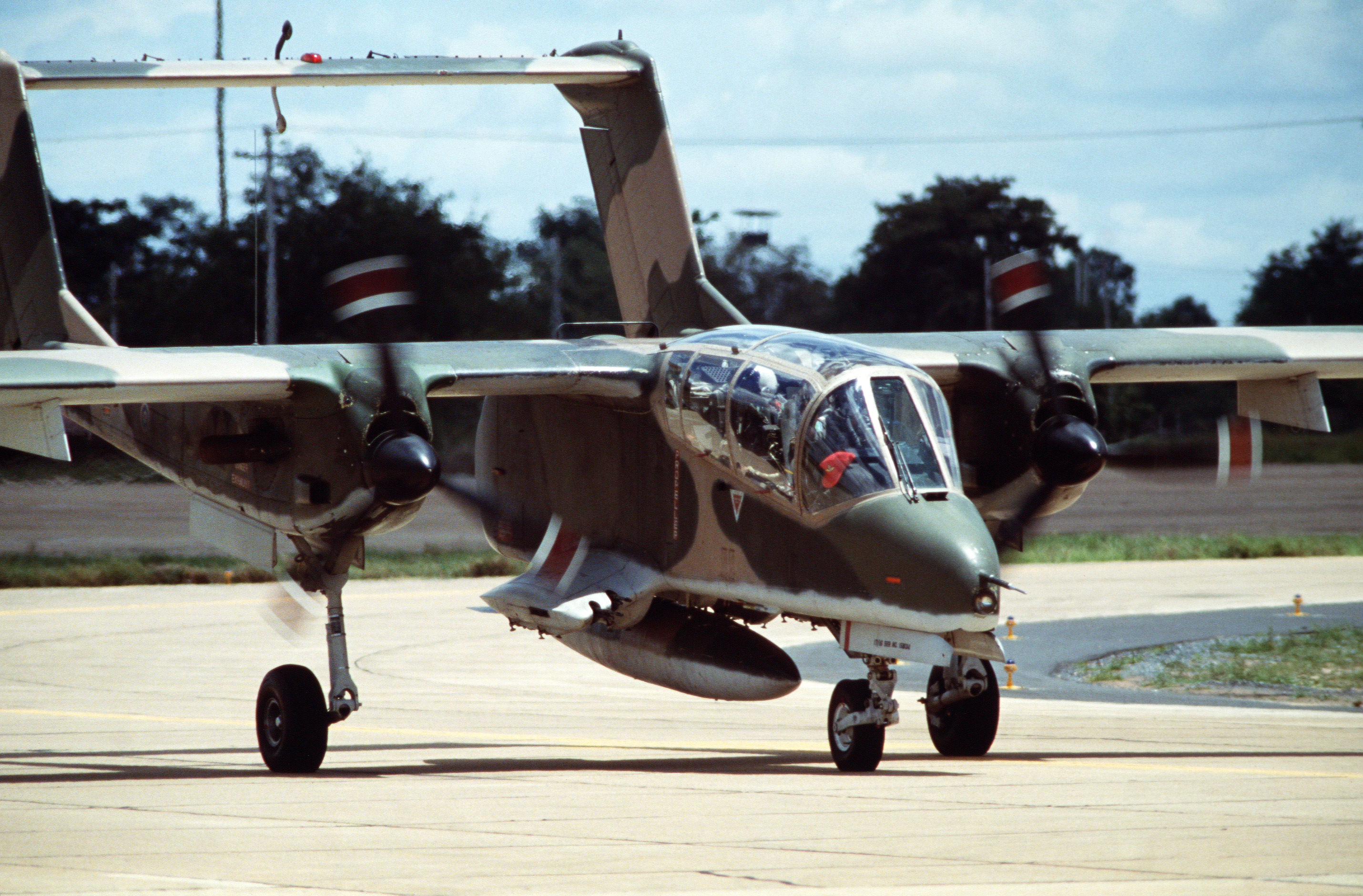
OV-10C thaïlandais sur la base aérienne de Korat, le 23 juillet 1987.

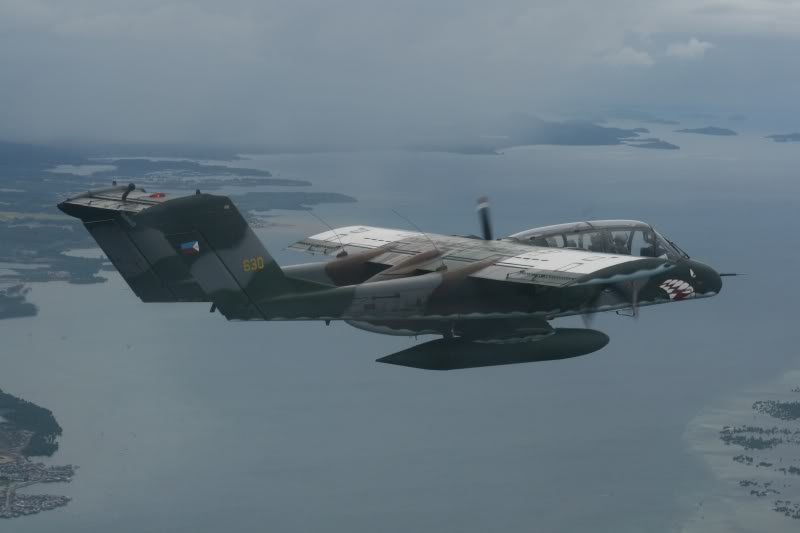
OV-10 Bronco philippin en 2007.

  - Force aérienne philippine - 24 OV-10A des stocks américains sont livrés en 1991, suivis plus tard par 9 autres et 8 OV-10C thaïlandais en 2003-2004. Ils sont exploités par le 16e escadron d'attaque et le 25e escadron mixte d'attaque[11]. Les appareils ont pour missions les opérations de recherche, de sauvetage et de contre-insurrection dans différentes régions des Philippines[12]. Les OV-10 Bronco ont été utilisés à maintes reprises dans les frappes aériennes contre les positions du Front Moro islamique de libération en 2011[13]. Les Bronco de la force aérienne philippine ont été modifiés pour utiliser des bombes guidées modernes[14] qu’ils utilisent la première fois le 2 février 2012[15]. Le 1er juin 2017, pendant la bataille de Marawi, un OV-10 philippin a largué des bombes sur les positions de groupe Maute[16]. En 2017, 8 OV-10 Bronco étaient en service au sein de la force aérienne philippine[17]. Ils sont finalement retirés le 28 décembre 2024. C'était les derniers en service dans une force aérienne[18].
- Thaïlande (1971-2003)
  - Force aérienne royale thaïlandaise - 16 OV-10C sont commandés par la Thaïlande en 1969 afin d'assurer des opérations de contre-insurrection. En juin 1971, les 16 premiers avions sont livrés par le navire américain USS Okinawa au port de Cam Ranh, au Sud-Vietnam. 16 autres appareils sont commandés en 1972 et sont livrés l'année suivante, portant le nombre total à 32 OV-10C. Les Broncos effectuèrent la plupart des opérations de bombardements jusqu'à ce que les F-5E deviennent opérationnels. La force aérienne thaïlandaise utilisa également ses OV-10 comme avion de défense aérienne. En 2003, la Thaïlande retire ses Bronco et fait don de 8 de ses OV-10 aux Philippines[19],[20].
- Venezuela (1973-2012)
  - Aviation nationale du Venezuela - Dans les années 1970, le Venezuela passe commande de Bronco afin de remplacer ses vieux B-25 Mitchell. Les appareils sont désignés OV-10E. Le premier des 16 avions est livré en 1973[19]. En 1991, 10 OV-10A de l'US Air Force sont également réceptionnés. Au cours du coup d'état du 27 novembre 2017, deux Bronco rebelles sont abattus par un missile sol-air RBS 70 et un F-16 Fighting Falcon loyalistes[21]. En 2012, à la suite d'un accident, tous les OV-10 sont retirés du service[22]. Les Bronco ont été remplacés par les K-8 Karokorum et les hélicoptères Mil Mi-35[23].

### Civils

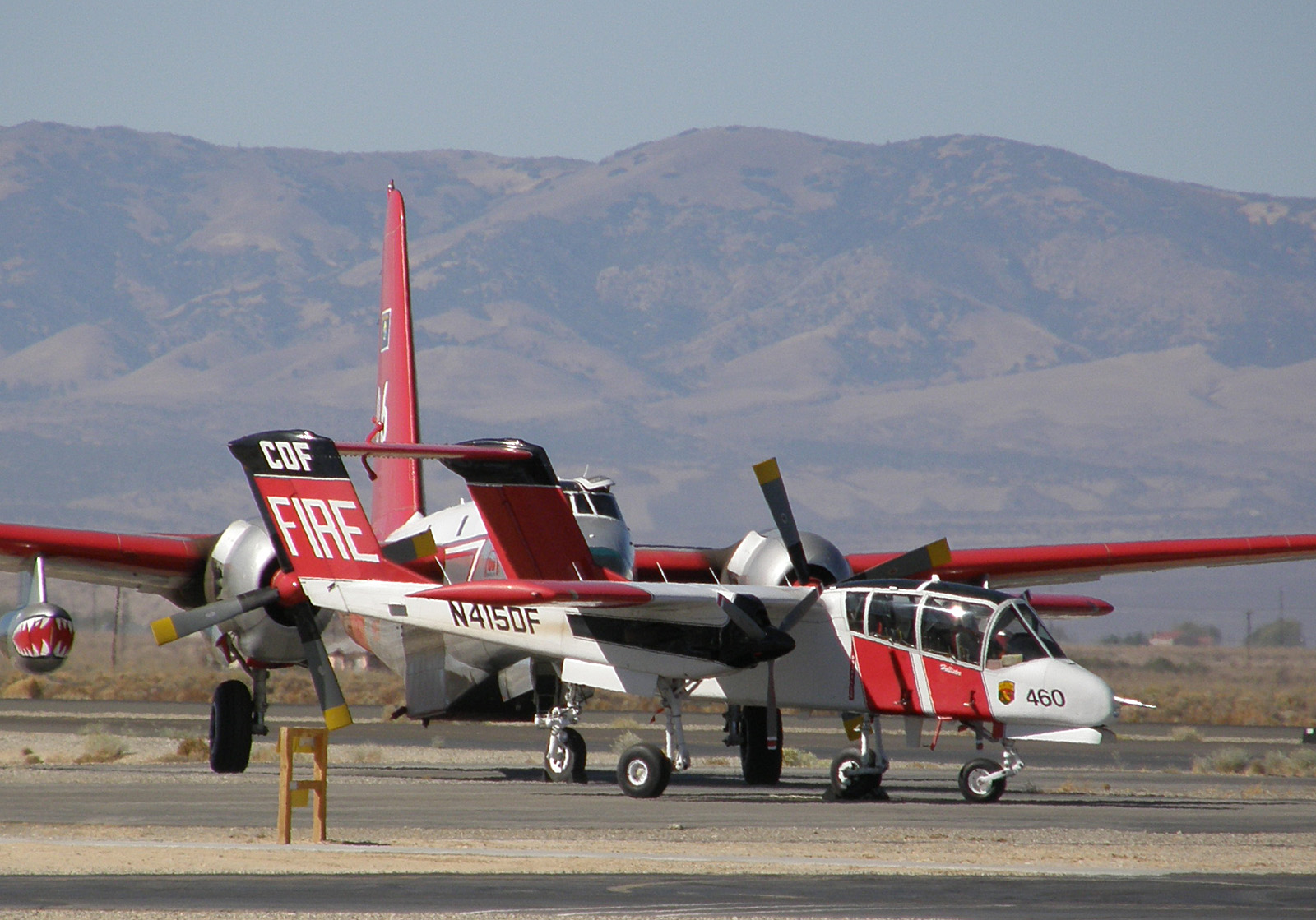
Un OV-10 du California Department of Forestry and Fire Protection en 2007.

Plusieurs dizaines ont été rachetés auprès des surplus par des particuliers, sociétés et organisations civiles. La Federal Aviation Administration en compte, en septembre 2012, 42 enregistrés aux États-Unis.
Il est employé par California Department of Forestry and Fire Protection (en) qui a acquis 15 OV-10A en 1993. En 2009, Cal Fire acquiers trois OV-10D, dont un a été converti et est utilisé. Fin 2024, il EST prévu que 4 OV-10 de la NASA accroissent sa flotte pour repérer les départs de feux et guider les colonnes de pompiers dans les zones d’accès difficile.

### Aéronefs comparables
- Convair Model 48 Charger (en)
- FMA IA-58 Pucará
- OV-1 Mohawk
- Soko J-20 Kraguj